# 工学研究科
工学研究科（こうがくけんきゅうか、英称：The Graduate School of Engineering）は、
日本の大学院研究科のうち、工学に関する高度な教育・研究を行う機構の1つである。

## 概要
主に、工学部の上位に連続した形で設置される。工学部における工学の基礎教育を踏まえた上で、より専門的で高度な教育研究を行う。博士前期課程（修士課程）および博士後期課程（博士課程）あるいはそれに相当する課程で構成される。学位は、修士課程は修士（工学）を、博士課程は博士（工学）を修めることができる。教育組織は、標準修業年限5年の博士課程で構成され、博士前期課程（修士課程として取り扱われる、標準修業年限: 2年）および博士後期課程（標準修業年限:3年）に区分されているものが多い。
工学系研究科という名称の研究科が設置されているが、講座や研究室の開設、分野や教育組織などの構成については工学研究科とほぼ同様である。

## 分野
工学研究科の取り扱う内容としては、機械・電気・化学・建築・土木・情報などの基礎分野ほか、生物学・医学・農学・音響・芸術などの分野にも関わることがある。

## 大学院大学
- 長岡技術科学大学大学院
- 豊橋技術科学大学大学院
- 長崎総合科学大学大学院

## 工学研究科を置く大学

### 国立
東日本
- 北見工業大学大学院
- 室蘭工業大学大学院
- 岩手大学大学院
- 東北大学大学院工学研究科
- 宇都宮大学大学院
- 群馬大学大学院
- 千葉大学大学院工学研究科
- 名古屋大学大学院工学研究科
- 名古屋工業大学大学院

西日本
- 福井大学大学院
- 三重大学大学院
- 京都大学大学院工学研究科
- 大阪大学大学院工学研究科
- 神戸大学大学院工学研究科
- 鳥取大学大学院
- 広島大学大学院
- 香川大学大学院
- 大分大学大学院
- 宮崎大学大学院

### 公立
- 前橋工科大学大学院
- 富山県立大学大学院
- 滋賀県立大学大学院
- 大阪公立大学大学院
- 兵庫県立大学大学院
- 高知工科大学大学院
- 山陽小野田市立山口東京理科大学大学院

### 私立
東日本
- 北海学園大学大学院
- 北海道科学大学大学院
- 八戸工業大学大学院
- 東北学院大学大学院
- 東北工業大学大学院
- 日本大学大学院
- 足利大学大学院
- 埼玉工業大学大学院
- 日本工業大学大学院
- 千葉工業大学大学院
- 工学院大学大学院
- 国士舘大学大学院
- 拓殖大学大学院
- 東京電機大学大学院
- 東京理科大学大学院
- 玉川大学大学院
- 東海大学大学院
- 神奈川大学大学院
- 神奈川工科大学大学院
- 関東学院大学大学院
- 湘南工科大学大学院
- 桐蔭横浜大学大学院
- 東京工芸大学大学院
- 新潟工科大学大学院
- 愛知工科大学大学院
- 愛知工業大学大学院
- 大同大学大学院
- 中部大学大学院
- 豊田工業大学大学院

西日本
- 金沢工業大学大学院
- 福井工業大学大学院
- 大阪工業大学大学院
- 大阪産業大学大学院
- 大阪電気通信大学大学院
- 岡山理科大学大学院
- 福山大学大学院
- 徳島文理大学大学院
- 九州産業大学大学院
- 久留米工業大学大学院
- 西日本工業大学大学院
- 福岡大学大学院
- 福岡工業大学大学院
- 崇城大学大学院
- 日本文理大学大学院

## 工学系研究科と冠する名称を置く大学
- 東京大学大学院工学系研究科
- 佐賀大学大学院
- 広島工業大学大学院